# Billingen
För andra betydelser, se Billingen (olika betydelser).

Topografisk karta från 1859.

Billingen är ett av Västergötlands tretton platåberg och ligger i Skövde kommun, Skara kommun och Falköpings kommun.
Billingen består, liksom de flesta andra av platåbergen i Västergötland, av sedimentära bergarter som avlagrades under äldre paleozoikum (för 542 till 423 miljoner år sedan), det vill säga under kambrium, ordovicium och den äldre delen av silur samt ett täcke av diabas som intruderade i samband med bildandet av Osloriften under perm.
Lagerföljden består (från det understa till det översta) av ett underlag som består av det kristallina urberget, sedan följer  sandsten ur File Hajdarformationen, alunskiffer, kalksten, lerskiffer och överst ett täcke av diabas. Diabasen kallas lokalt för trapp. Detta passar bra med den ramsa som finns för att komma ihåg den västgötska lagerföljden: ”USA kl tre” – urberg, sandsten, alunskiffer, kalksten, lerskiffer, trapp (diabas).
Under lång tid har här brutits kalksten för cementtillverkning. Man har även brutit alunskiffer och bryter fortfarande diabas.
Staden Skövde är delvis byggd på Billingens sluttning och centrum ligger vid foten av berget. Uppe på berget vid Skövde ligger hotell- och konferensanläggningen Billingehus samt en större frisksportsanläggning med skidspår, skidbacke, bandybana, utebad, campingplats och stugby. I närheten ligger sjön Hållsdammen och naturreservatet Billingekleven.
Sevärdheter är bland annat Jättadalen (ravin med vattenfall), Blängsmossen, Silverfallen, Ryds grottor (vilka felaktigt enbart anses vara ett antal fristående diabaspelare trots att det här finns några av Västergötlands längsta naturliga grottor). Dessutom finns flera fina utkiksplatser, däribland Ramlaklev som finns vid den del av Billingen, som ligger i Skara. Från den kan man se flera lokala turistmål, såsom Hornborgasjön, Kinnekulle och Skara domkyrka. Förr trodde man att Ramlaklev var en ättestupa. Dessutom sades det också att jätten Ramunder bodde där, och jätten ska fortfarande gå att hitta, men numera förstenad.
Eftersom Billingen är ett platåberg med diabas som hätta har berget en platt och näringsfattig "topp". Bebyggelsen har alltid varit mycket sparsam och naturen präglas av mossar och urskog. Södra Billingen har ett naturreservat på cirka 2000 ha med i stort sett orörd natur.
I söder övergår Billingen i Tovaberget och Brunnhemsberget.

## Naturreservat
På och kring Billingen finns sammanlagt 14 naturreservat.
- Blängsmossen
- Bäckagården
- Getaryggen
- Gåran
- Hornborgasjön
- Högsböla ängar
- Klasborgs och Våmbs ängar
- Nolberget-Missunnebäcken
- Rånna Ryd
- Silverfallet-Karlsfors
- Skåningstorpskärret
- Sydbillingens platå
- Sätuna utmark
- Ulveksbackarna